# Quirin Jahn

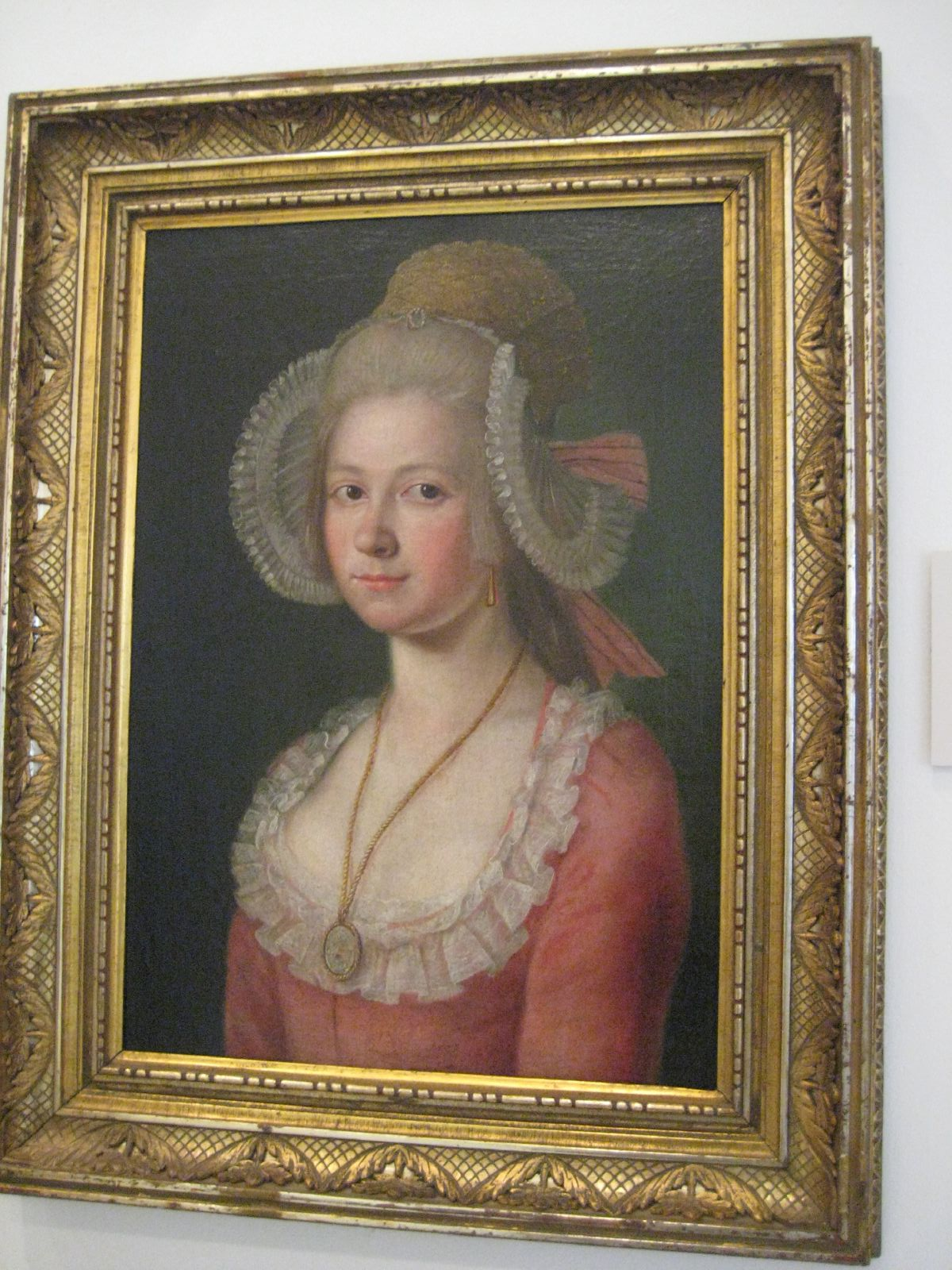
Porträt einer Dame mit Haube, 1785

Johann Jakob Quirin Jahn, auch Jan Jakub Quirin Jahn (* 4. Juni 1739 in Prag; † 18. Juli 1802 ebenda) war ein böhmischer Zeichner, Maler und Theoretiker sowie Historiker der bildenden Künste.

## Leben
Quirin Jahn war ein Sohn des Malers Jacob Jahn (1706–1767), Sohn des Klostermalers Heinrich Jahn (1672–1713) aus dem nordböhmischen Ossegg  und dessen Ehefrau Anna Maria Rauch aus Graz. Nach dem Besuch des Gymnasiums der Piaristen in Prag lernte er die Kunst des Zeichnens zunächst bei seinem Vater, später bei den Malern Johann Ferdinand Schor und František Xaver Palek. Er setzte sein Studium an der Wiener Universität 1761 fort, derer Ehrenmitglied er 1767 wurde. Es folgten Reisen durch Deutschland, Niederlande und Frankreich. Da die Malerei Ende des 18. Jahrhunderts eine schwere Zeit durchmachte (die Barockzeit ging zu Ende, viele religiöse Orden wurden durch Joseph II. aufgelöst) übernahm Jahn, um seinen Lebensunterhalt bestreiten zu können, ein Tuchgeschäft.

## Person
Jahn gehörte zu den durchschnittlichen Künstlern seiner Zeit. Er ragte eher durch sein geschichtliches und theoretisches Kunstwissen heraus.
Jahn war Mitglied der Gesellschaft patriotischer Kunstfreunde (Společnost vlasteneckých přátel umění).

## Werke
Jahn malte architektonische Bilder, wirkte an den Plänen des Gräflich Nostizschen Nationaltheaters und bei Studien von technischen Zeichnungen auf der Burg Karlstein mit. Hinzu kamen Porträts und Miniaturen.

### Bilder
- Altarbilder und Wandbilder in Kostomlat
- Allegorie zur Ehre der technischen Wissenschaften (Alegorie na oslavu technických věd) 1767

### Fachliteratur
- Zeichenbuch für Künstler und Liebhaber der freien Handzeichnung, 1781
- Etwas von den altesten Malern Böhmens nebst einem Beitrage zur Geschichte der Olmalerei und Perspektive
- Anekdoten zur Lebensgeschichte berühmter Maler und Beurtheilung ihrer Werke (wurde jedoch nicht publiziert)